# Clara Hirschmann
Clara Hirschmann (* 9. April 1813 in Wien, Kaisertum Österreich; † 25. Oktober 1835 in Schwerin) war eine österreichische Theaterschauspielerin.

## Leben
Hirschmann, die Pflegetochter des Schauspielers Wilhelm Vogel ermöglichte es ihr, am Hofburgtheater ihre theatralische Laufbahn zu beginnen. Sie trat 1832 in den Verband dieses berühmten Kunstinstitutes, allein ihre Jugend und Intrigen aller Art waren schuld, dass sie nur mangelhaft beschäftigt wurde. Sie verließ daher nach einem Jahr ihre Vaterstadt und nahm ein Engagement in Dresden an. Aber die gleichen Umstände vertrieben sie auch von dort. Sie nahm nun ein Jahr gar kein Engagement, sondern erprobte mit außerordentlichem Erfolg ihr reiches Talent, das ihr eine geradezu glänzende Zukunft verhieß, als Gast auf ersten Bühnen. 1835 nahm sie wieder fixes Engagement in Schwerin. Dort allerdings starb sie mit 22 Jahren am 25. Oktober 1835.